# Обычный формат фильма

Размеры и расположение изображения и фонограммы на фильме обычного формата

Обы́чный форма́т, классический формат, академический кадр — кинематографическая система, использующая стандартную перфорированную 35-мм киноплёнку с классическим соотношением сторон 1,37:1 получаемого на экране изображения и одноканальной оптической фонограммой (или пространством для неё) между изображением и перфорацией с одной стороны. Обычный формат для съёмки и демонстрации кинофильма использует сферическую (аксиально-симметричную) оптику и стандартную частоту 24 кадра в секунду. 
В СССР на 35-мм киноплёнке выпускались фильмы трёх разновидностей: «обычного формата», «кашетированные» и «широкоэкранные», о чём делалась соответствующая надпись на коробке с фильмокопией и зарядных ракордах. Поэтому название «обычный формат» в кинематографическом обиходе заменило более правильное «классический».

## Техническое описание
Размеры и расположение изображения на киноплёнке для обычного формата регламентированы нормативными документами SMPTE и российскими стандартами. 
При киносъёмке пространство, предназначенное для совмещённой фонограммы на фильмокопии, остается пустым. Поэтому размеры кадра негатива и позитива не различаются, а кадровое окно кинопроектора лишь незначительно меньше размера исходного изображения, чтобы исключить появление каймы при проекции. Кадровое окно киносъёмочного аппарата обычного формата имеет размеры 16,0×21,95 мм по ГОСТ 24229—80, а полезный проецируемый на экран кадр — 15,29×20,96 мм. Поэтому классический формат может быть как производственным, так и прокатным, то есть с негатива обычного формата возможна контактная печать совмещённых фильмокопий в таком же формате.
Объектив киносъёмочных аппаратов обычного формата смещён относительно оси симметрии киноплёнки вследствие несимметричного расположения кадра.
Формат имеет академическое соотношение сторон 1,375:1, узаконенное 15 марта 1932 года Американской академией киноискусства и использует шаг кадра в четыре перфорации, считающийся стандартным. Обычно соотношение сторон «классического» кадра сокращают до 1,37:1, что также отражено в иногда употребляемом названии «Формат 137». Некоторые источники указывают значение 1,33:1, что неверно, поскольку это соотношение сторон относится к аналоговому телевидению стандартной чёткости и кадру немого кинематографа с другими размерами изображения, которое занимало всю ширину киноплёнки между перфорациями, не оставляя места под фонограмму. Кроме того, по сравнению с «немым кадром» обычный формат имеет более широкий межкадровый промежуток.
Стандартизация обычного формата стала результатом соглашения ведущих киностудий, заменив почти квадратный кадр 1,16:1 первых систем звукового кинематографа «Мувитон» (англ. Movietone). После этого немой кадр 1,33:1 использовался гораздо позднее в качестве производственного формата «Супер-35».

## Фильмокопии обычного формата
Фильмокопии обычного формата могут печататься как контактным способом с такого же негатива, так и оптическим способом с негативов других форматов, причем соотношение сторон кадра у оригинального изображения может быть отличным от классического. В обычном формате при помощи оптических кинокопировальных машин могут быть напечатаны в том числе и фильмы, снятые в форматах с широким экраном — широкоэкранные и широкоформатные. При этом часть изображения теряется из-за несоответствия форматов. Поэтому при перепечатывании на обычный формат применяются специальные приспособления для изменения области выкопировки при пансканировании широкоэкранного кадра. Обычно этот процесс происходит при изготовлении совмещённого дубльнегатива.
Практика перевода широкоэкранных и широкоформатных фильмов в обычный формат была повсеместной, поскольку киноустановок, оборудованных кинопроекторами обычного формата, во всем мире было подавляющее большинство. По этой же причине до изобретения техники пансканирования компанией Panavision некоторые продюсеры широкоэкранных фильмов выпускали их в двух версиях, для чего проводили съёмки одновременно двумя киносъёмочными аппаратами, один из которых был обычного формата. Кроме того, перевод формата был необходим для полноэкранной демонстрации по телевидению.
С негатива обычного формата возможна оптическая печать узкоплёночных фильмокопий 16 мм и 8 мм, обладающих близким соотношением сторон кадра.

## Распространённость
За всю историю кинематографа обычный формат стал самым долгоживущим из всех существующих. Подавляющее большинство кинокартин снято в этом формате благодаря распространенности съёмочного и проекционного оборудования. Именно в обычном формате снималась практически вся кинохроника, научно-популярные фильмы и мультипликация. Классический формат был стандартом для большей части технических киносъёмок. Технология скрытого кашетирования также предполагала изготовление негатива обычного формата, который впоследствии использовался целиком для мастеринга оптических видеодисков. Однако, на сегодняшний день обычный формат применяется только при печати прокатных фильмокопий для малобюджетных кинотеатров. Киносъёмочная аппаратура обычного формата давно не производится, уступив место аппаратуре, рассчитанной на более универсальный формат «Супер-35», пригодной также для съёмки в классическом формате после замены кадровой рамки.

Наступление цифровых технологий кинопроизводства приводит к вытеснению киноплёнки из кинематографа. Лишь часть копий современных фильмов выпускается на киноплёнке и печатаются они по большей части в кашетированных форматах.